# Anomalia magnetica di Bangui

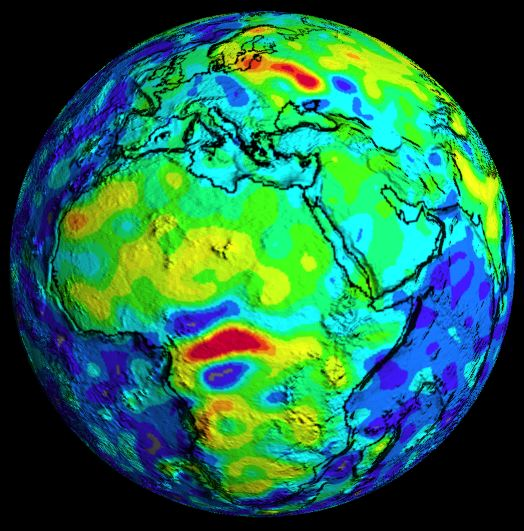
Evidenziate in rosso l'anomalia magnetica di Bangui nella Repubblica Centrafricana e l'anomalia magnetica di Kursk nella Russia occidentale.

L'anomalia magnetica di Bangui è una variazione locale del campo geomagnetico della Terra centrato sulla città di Bangui, la capitale della Repubblica Centrafricana. Si tratta della più vasta ed intensa anomalia magnetica del continente africano; ha una forma approssimativamente ellittica e con le sue dimensioni di 700x1000 km si estende sulla maggior parte del paese centroafricano.
L'anomalia magnetica è stata scoperta alla fine degli anni 1950; è stata analizzata negli anni 1970, mentre la denominazione le fu attribuita nel 1982. La sua origine non è stata ancora chiarita.

## Storia
Nel 1962, Raymond Godivier e Lucien Le Donche riferirono di un'anomalia magnetica presente nella Repubblica Centrafricana, che essi avevano identificato analizzando i loro dati del 1956 relativi all'attività magnetica di superficie. Le risultanze furono poi confermate da analisi aeromagnetiche da elevata altitudine condotte dall'Ufficio oceanico navale degli USA e da misure satellitari condotte nel 1964 con il Cosmos 49 e negli anni 1970 con l'
Orbiting Geophysical Observatory, a un'altitudine compresa tra 350 e 500 km. Questi dati furono poi combinati nel 1973 in modo da produrre una mappa spaziale del campo geomagnetico; la mappa è stata aggiornata dopo il lancio del satellite MagSat che mostrava una variazione di 15 nT ad una altitudine di 400 km.
Nel 1982, Robert D. Regan e Bruce D. Marsh chiamarono l'anomalia magnetica con il nome della città localizzata al suo centro.
L'anomalia viene talvolta definita come "anomalia negativa di Bangui" a causa della differenza negativa tra i valori estremi dell'escursione, in confronto alle anomalie positive osservate nella valle di Benue e nel bacino del fiume Congo, dove sono esposte formazioni geologiche risalenti al Cambriano inferiore.

## Origine
Sono state proposte due ipotesi per spiegare l'origine dell'anomalia di Bangui, ma nessuna è ritenuta conclusiva.
La prima ipotizza un'importante intrusione ignea (un plutone), mentre la seconda fa riferimento all'impatto di un meteorite che sarebbe avvenuto nel Precambriano, circa 540 milioni di anni fa. A supporto di questa seconda teoria, è stata proposta una connessione con un impatto meteorico avvenuto nello stato di Bahia, in Brasile, che ha causato la formazione di carbonado (diamante nero), minerale che si trova solamente nella Repubblica Centrafricana e in Brasile.

## Caratteristiche
L'anomalia magnetica di Bangui è delimitata a sud dalla Dorsale Walvis, a nord dalla Linea vulcanica del Camerun e a ovest dalla Dorsale medio atlantica. Ha una forma approssimativamente ellittica e le sue dimensioni sono di circa 700x1000 km. È suddivisa in tre sezioni e l'equatore magnetico passa attraverso il suo centro. Il diametro del suo asse più breve è di 550 km, mentre l'ampiezza della variazione magnetica va da -1000 nT a livello del mare fino a -20 nT alle altitudini satellitari (circa 400 km).
Tra le caratteristiche salienti sono da segnalare un'anomalia magnetica di Bouguer di -120 mGal, una superficie topografica a forma di anello con un diametro di 810 km, strutture rocciose risalenti all'Archeano e al Proterozoico nella parte centrale dell'anomalia, formazioni rocciose di granulite, charnockite e granito ai livelli inferiori della crosta, cinture di scisto verde e affioramenti di basalti metamorfizzati.
Una zona di crosta più sottile delimita l'anomalia a nord, mentre sul bordo meridionale è presente una zona di crosta relativamente più spessa.